# Imperial (Nebraska)
Imperial – miasto w Stanach Zjednoczonych, w stanie Nebraska, siedziba administracyjna hrabstwa Chase.